# Danta di Cadore

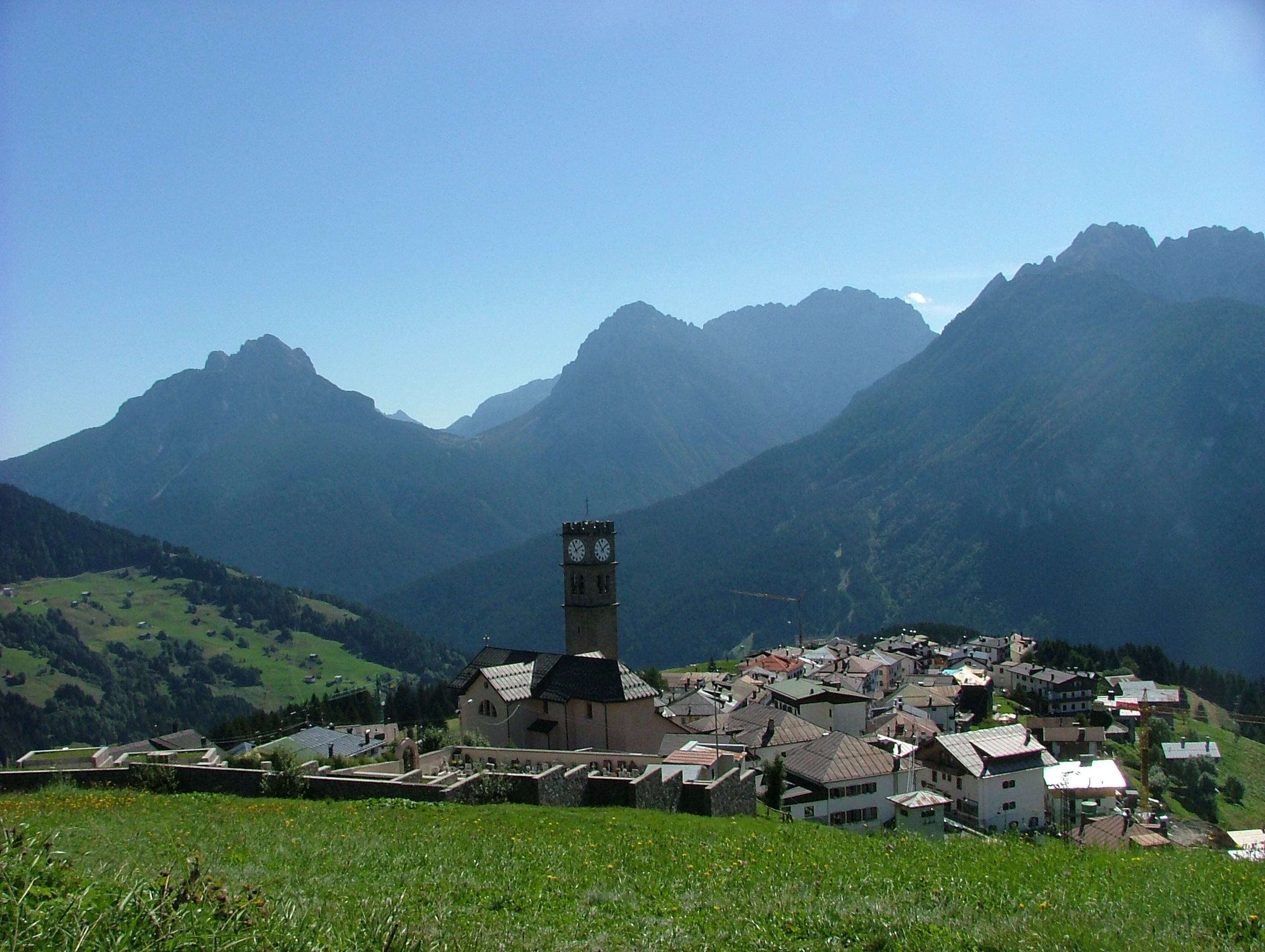
Panorama von Danta di Cadore

Danta di Cadore (ladinisch Danta) ist eine norditalienische Gemeinde (comune) mit 432 Einwohnern (Stand 31. Dezember 2023) in der Provinz Belluno in Venetien. Die Gemeinde liegt etwa 53 Kilometer nordnordöstlich von Belluno im Cadore.